# I miei più cari amici
I miei più cari amici è un film del 1998 diretto da Alessandro Benvenuti.

## Trama
Quando la disperazione sembra portarli sull'orlo del baratro, sei attori in crisi professionale ricevono una lettera che contiene un invito a passare qualche giorno in un castello, appartenente ai duchi di Camerario, per festeggiare il compleanno di Martha, un'attrice cui hanno annullato una rappresentazione teatrale. Autore della lettera è un loro amico comune, Alessio, un giramondo di cui nessuno aveva tracce da anni che intende farsi perdonare i torti del passato. Giunti al castello però, tra prove teatrali e contrasti col gruppo, succederanno numerosi equivoci e molte sorprese.

## Riconoscimenti
- 1998 - David di Donatello
  - Nomination Migliore attrice non protagonista a Athina Cenci

## Curiosità
- Il film contiene un'idea di reality show ante litteram, che ricorda da vicino quello che proprio in quegli anni veniva elaborato in Olanda, il Grande Fratello, qui chiamato Tiro mancino.